# Richard Fortey

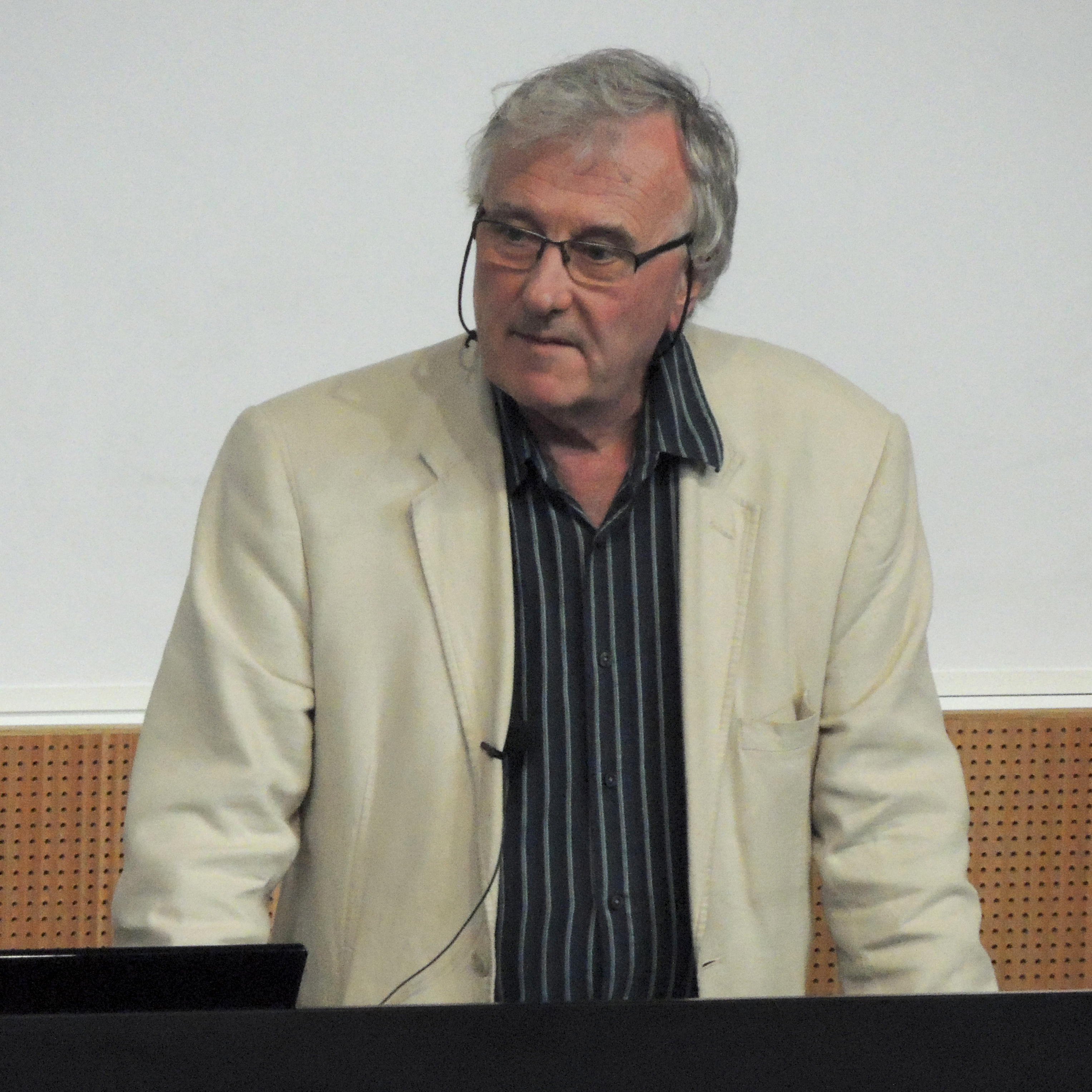
Richard Fortey, 2014

Richard Alan Fortey (* 15. Februar 1946 in London; † 7. März 2025) war ein britischer Paläontologe. Er veröffentlichte eine Reihe erfolgreicher Bücher und beschrieb über 150 Arten.

## Werdegang
Bereits mit 14 Jahren fand Fortey seinen ersten Trilobiten. Er war am Londoner Natural History Museum tätig. Fortey war seit 1997 Mitglied der Royal Society. 2006 wurde ihm die Linné-Medaille der Linnean Society of London verliehen. Für das Jahr 2007 wurde er zum Präsidenten der Geological Society of London gewählt. Er war Ehrenmitglied der Palaeontological Association.
Für seine populärwissenschaftlichen Bücher erhielt er mehrere Preise, unter anderem den Michael-Faraday-Preis der Royal Society (2006), den Lewis Thomas Prize der Rockefeller University (2003), die Raymond C. Moore Medal der Society of Sedimentary Geology (2008), die Lapworth Medal der Palaeontological Association (2014) und die Paleontological Society Medal (2016). 2002 war er Collier Professor für wissenschaftliche Öffentlichkeitsarbeit am Institute for Advanced Study.
Er war Herausgeber des Treatise on Intervertebrate Paleontology über Trilobiten. Er befasste sich insbesondere mit Graptolithen und Trilobiten des Ordoviziums und mit dessen Biostratigraphie, mit den Lebensgewohnheiten von Trilobiten (wie Nahrungsaufnahme) und mit den stammesgeschichtlichen Ursprüngen der Hauptgruppen der Arthropoden, wobei er auch mit Molekularbiologen zusammenarbeitete.
Er war Ehrendoktor der Universität St. Andrews.

## Werk (Auswahl)
- The Hidden Landscape, 1993 (erhielt Jahr 1993 eine Auszeichnung als Natural World Book of the Year)
- Leben: eine Biographie, die ersten vier Milliarden Jahre, dtv 2002, ISBN 3-423-33080-5 (Original: Life, an unauthorized biography 1997)
- Trilobiten!, C. H. Beck 2002, ISBN 3-406-49592-3 (Original Trilobite !: Eyewitness to evolution, London, Harper Collins 2000)
- Trilobiten. Fossilien erzählen die Geschichte der Erde, dtv 2004, ISBN 3-423-34111-4 (Original: Earth: an intimate history 2004)
- Der bewegte Planet. Eine geologische Reise um die Erde, Spektrum Akademischer Verlag 2005, ISBN 3-8274-1585-3
- Fossils: the key to the past, 2002
- Dry Store Room No. 1. The Secret Life of the Natural History Museum, 2009 (über das Natural History Museum London)
- mit R. M. Owens: Feeding habits in Trilobites, Palaeontology, Band 42, 1999, S. 429–465
- mit R. M. Owens: The Trilobite Exoskeleton, in E. Savazz (Herausgeber) Functional Morphology of the Invertebrate Skeleton, 1999
- er arbeitete an der Neuauflage (1997) des Treatise of Invertebrate Paleontology, Band Trilobiten, mit